# Roman Kozak
Roman Yefimovich Kozak (Vinnytsia, 29 de junho de 1957 - Moscou, 27 de maio de 2010) foi um diretor de cinema e ator russo. Kozak foi diretor de elenco do Teatro de Arte de Moscou e, a partir de 2001, diretor artístico do Teatro Pushkin de Moscou.
Roman Kozak foi casado com a coreógrafa Alla Sigalova.